# Woody Harrelson
Woodrow Tracy Harrelson (født 23. juli 1961 i Midland, Texas) er en amerikansk skuespiller og dramatiker. Harrelson blev først kendt for sin rolle som bartenderen Woody Boyd i NBC sitcom Cheers (1985–1993), for hvilken han vandt en Emmy i kategorien "Outstanding Supporting Actor in a Comedy Series" ud af i alt fem nomineringer.
Harrelson har været nomineret til fire Golden Globe Awards og har modtaget tre Oscar-nomineringer: Best Actor for The People vs. Larry Flynt (1996), Best Supporting Actor for The Messenger (2009) og for Three Billboards Outside Ebbing, Missouri (2017). Han modtog også en Emmy-nominering i kategorien "Outstanding Lead Actor in a Drama Series" for hans rolle som Marty Hart i første sæson af krimiserien True Detective.
Harrelson portrætterer Marvel Comics-karakteren Cletus Kasady/Carnage i Sony's Spider-Man Universe, hvor han første gang optræder i rulleteksterne i filmen Venom (2018) og spiller skurken i fortsættelsen Venom: Let There Be Carnage (2021).

## Opvækst
Harrelson blev født i Midland, Texas den 23. juli 1961 som søn af sekretæren Diane Lou (født Oswald) og den dømte lejemorder Charles Voyde Harrelson.
Harrelson voksede op i et presbyteriansk hjem sammen med brødrene Jordan og Brett, som også er blevet skuespiller. Deres far fik en livstidsdom for drabet på forbundsdommeren John H. Wood Jr. i 1979. Harrelson har udtalt, at faren sjældent var der i hans barndom. Faren Charles døde i United States Penitentiary, Administrative Maximum Facility den 15. marts 2007.
Harrelson-familien var fattig og levede kun af morens løn. I 1973 flyttede han til morens fødeby Lebanon, Ohio, hvor han gik på Lebanon High School frem til afgangseksamen i 1979. Han brugte sommeren 1979 på at arbejde i forlystelsesparken Kings Island.
Harrelson gik på Hanover College i Hanover, Indiana, hvor han var medlem af studenterforeningen Sigma Chi og dimitterede i 1983 med en BFA i teater og engelsk.
Mens han gik på skolen, stødte han på den fremtidige vicepræsident Mike Pence. Harrelson udtalte i 2018: "Jeg kendte ham [Pence], ja. Vi er begge ret religiøse. Jeg gik på det tidspunkt på et presbyteriansk college, og jeg var der med et presbyteriansk stipendium, og han var involveret i kirkens aktiviteter... Jeg kunne faktisk virkelig godt lide ham. Jeg tænkte, at han var en rigtig fin fyr. Han er … meget religiøs. Virker engageret"

## Karriere

### Tv
Harrelson er bedst kendt for sin optræden i NBC' sitcom Cheers. Han spillede her bartender Woody Boyd, som overtog efter Coach (spillet af Nicholas Colasanto, som døde i februar 1985). Han sluttede sig til serien i 1985 i den fjerde sæson, og var med i seriens resterende otte sæsoner (1985–1993). Harrelson blev nomineret til fem Emmy Awards for rollen, hvoraf han vandt prisen i 1989. Hans karakter, Woody Boyd, var fra Hanover, Indiana, hvor Harrelson havde gået på college. I 1999 havde Harrelson en gæsteoptræden i Cheers spin-off'en, hittet Frasier, hvor han genoptog rollen som "Woody Boyd." Han fik en Emmy Award-nominering for "Outstanding Guest Actor in a Comedy Series" for denne optræden. Han medvirkede i flere afsnit af Will & Grace i 2001, som Graces kæreste Nathan.
Den 12. november 2009 blev Harrelson interviewet på Comedy Central-showet The Colbert Report, af Stephen Colbert, for at promovere hans nye film The Messenger. Som svar på Colberts spørgsmål om Harrelsons støtte til hærens tropper, lod Harrelson Colbert kronrage hans hoved på tv. Harrelson vendte tilbage til tv i 2014, sammen med Matthew McConaughey i første sæson af HBO-krimiserien True Detective, hvor han spiller Marty Hart, en betjent fra Louisiana som efterforsker en mordperiode, der strakte sig over 17 år. Den 6. juni 2010 deltog Harrelson i Soccer Aid 2010 for UNICEF UK på Old Trafford i Manchester. Kampen blev sendt live på den britiske kanal ITV. Efter at have stillet op som reserve for Gordon Ramsay, endte Harrelson med at afgøre straffesparkskonkurrencen efter et kampresultat på 2-2 efter 91 minutters spilletid. Til trods for at starte med ikke at vide hvor han skulle skyde fra, scorede han og afgjorde kampen med "The Rest of the World"-holdet og slog dermed England for første gang siden turneringen blev startet. Ved et senere interview, udtalte han, at han "ikke engang husker scoringsøjeblikket."
Harrelson deltog også Soccer Aid 2012 den 27. maj 2012. Den kamp endte 3-1 til England.

### Film
Mens han stadig arbejdede på Cheers, genstartede Harrelson sin filmkarriere. Hans første filmoptræden var i Wildcats, en football-komedie fra 1986 overfor Goldie Hawn. Han efterfulgte den optræden med at medvirke i den romantiske komedie fra 1990, Cool Blue, sammen med Hank Azaria. Han blev genforenet med Wesley Snipes (der også havde sin filmdebut i Wildcats) i publikumshittet White Men Can't Jump (1992) og biograffloppet Money Train (1995). I 1993 spillede Harrelson overfor Robert Redford og Demi Moore i dramaet Indecent Proposal, som blev et kæmpe hit med en indtjening verdenom på $265,000,000. Han spillede herefter Mickey Knox i Oliver Stones Natural Born Killers og Dr. Michael Raynolds i Michael Cimino-filmen The Sunchaser. I 1996 medvirkede han i komedien Kingpin for Farrelly-brødrene.
Harrelsons karriere tog fart, da han medvirkede i Miloš Formans film The People vs. Larry Flynt, hvor han spillede Larry Flynt, udgiver af magasinet Hustler. Filmen blev en stor succes og Harrelsons præstation blev nomineret til både en Golden Globe Award og Academy Award for "Best Actor". Efter dette blev Harrelson castet til mere seriøse filmroller. Han medvirkede i 1997 i krigsfilmen Welcome to Sarajevo, han havde også rollen som Sergeant Schumann i Wag the Dog, samt rollen som Will Huffman i familiefilmen Road to Manhattan. I 1998 optrådte han i thrilleren Palmetto og spillede Sergeant Keck i The Thin Red Line, en krigsfilm der blev nomineret til syv Academy Awards i 1999. Harrelson medvirkede også i andre film, såsom The Hi-Lo Country og portrætterede Ray Pekurny i komedien EDtv. I 1999 optrådte han også som bokseren Vince Boudreau i Ron Sheltons film Play It to the Bone. Harrelson medvirkede ikke i film før 2003, hvor han spillede Galaxia i komediefilmen Anger Management. Han medvirkede i actionfilmen After the Sunset og i Spike Lee-filmen She Hate Me.
I 2005 optrådte Harrelson i The Big White og North Country. I 2005 medvirkede han også som Kelly Ryan, ægtemanden til den konkurrence-besatte kvinde i filmen The Prize Winner of Defiance, Ohio. Harrelson medvirkede i to film i 2006, i tegnefilmsudgaven af Free Jimmy samt A Scanner Darkly. I 2007 spillede han Carter Page III, en homoseksuel escortfyr til en privilegeret kvinde fra Washington D.C., i filmen The Walker. I den belønnede Oscar-krimithriller fra 2007, No Country for Old Men, havde Harrelson en nøglerolle som Carson Wells, der er dusørjæger. Filmen vandt "Best Picture" og "Best Director" til Joel Coen og Ethan Coen. Harrelson vandt også Screen Actors Guild Award for "Best Cast", sammen med Tommy Lee Jones, Javier Bardem, Josh Brolin og Kelly Macdonald. I 2007's Battle in Seattle spiller Harrelson en anden nøgle-karakter som politibetjenten fra Seattle, hvis gravide kone mister parrets barn under World Trade Organization-protesterne i 1999. I 2008 optræder Harrelson i flere film, bl.a. sammen i Will Ferrells basketball-komedie Semi-Pro og det stærke Will Smith-drama Seven Pounds, som den blinde veganske slagter Ezra Turner.
I 2009 modtog Harrelson flere roser for sin optræden som Captain Tony Stone i The Messenger. For en rolle som mange anmeldere vurderede til at være hans hidtil bedste rolle, blev Harrelson nomineret til en Satellite Award, en Independent Spirit Award, en Golden Globe Award, en Screen Actors Guild Award samt en Academy Award for "Best Supporting Actor". Harrelson vandt også prisen for "Best Supporting Actor" 2009 fra National Board of Reviews prisceremoni og han modtog anerkendelser fra forskellige anmelderkredse. Samme år medvirkede i Harrelson i horror-komedien Zombieland, efterfulgt af Roland Emmerichs katastrofefilm 2012, hvor han spillede Charlie Frost, en mand der forsøger at advare om den snarlige ende på verden. I 2010 optrådte han som bartender og mentor i den futuristiske western-MMA film Bunraku. I 2011 havde han rollen som Tommy i komedien Friends with Benefits, overfor Justin Timberlake og Mila Kunis. Harrelson instruerede i 2011 filmen ETHOS, som udforsker ideen om et selvdestruerende moderne samfund, som er regeret af ulige magter med mislykkedes demokratiske idealer. Han spillede rollen som Haymitch Abernathy i publikumshittet The Hunger Games i 2012 og genoptog rollen i resten af filmserien. Også i 2012 havde han en af de førende roller i Game Change som den republikanske strategiker Steve Schmidt. I 2013 blev Harrelson genforenet med Zombieland-kollegaen Jesse Eisenberg i tryllekunstner-filmene Now You See Me og igen i efterfølgeren Now You See Me 2 i 2016.
I 2015 medvirkede Harrelson og hans datter Zoe i en 7-minutters kortfilm for bandet U2's 'Song for Someone.' I 2016 annoncerede Harrelson, at han skulle instruere, skrive, producere og medvirke i filmen, Lost in London, som skulle optages som et single-take og havde premiere den 19. januar 2017. Harrelson spillede politichefen Bill Willoughby i den mørke krimikomediefilm Three Billboards Outside Ebbing, Missouri, som havde premiere i 2017, en rolle som gav ham en Academy Award-nominering for "Best Supporting Actor" og en Screen Actors Guild Award-nominering for "Outstanding Performance by a Male Actor in a Supporting Role". I 2017 spillede hans skurken The Colonel i science fictionfilmen War for the Planet of the Apes. Samme år medvirkede han i komediedramaet The Glass Castle, en filmatisering af Jeannette Walls' memoir.
I 2018 spillede Harrelson Tobias Beckett, en kriminel og Han Solos mentor i Lucasfilms Solo: A Star Wars Story. I 2018 havde Harrelson en cameo i slutningen af filmen Venom, som Cletus Kasady, og han genoptog rollen som skurken Cletus Kasady/Carnage i fortsættelsen i 2021, Venom: Let There Be Carnage. I 2019 spillede han sammen med Kevin Costner i The Highwaymen. I november 2019 medvirkede han i Roland Emmerichs blockbuster Midway, i rollen som Admiral Chester Nimitz. Samme år genoptog han rollen som Tallahassee i Zombieland 2: Double Tap.
I marts 2021 portrætterede han Felix Kersten i The Man with the Miraculous Hands, i filmatiseringen af Joseph Kessels roman af samme navn fra 1960.

### Teater
I 1999 instruerede Harrelson sit eget stykke, Furthest from the Sun, ved Theatre de la Jeune Lune i Minneapolis. Han optrådte herefter i Roundabout's Broadway-genopførsel af N. Richard Nash stykke The Rainmaker i 2000, i Sam Shepards The Late Henry Moss i 2001, i John Kolvenbachs On an Average Day overfor Kyle MacLachlan i London's West End i efteråret 2002, og i sommeren 2003 instruerede Harrelson Toronto-premiere af Kenneth Lonergans This is Our Youth på Berkley Street Theater.
I vinteren 2005-06 vendte Harrelson tilbage til London's West End, for at optræde i Tennessee Williams' Night of the Iguana på Lyric Theater. Harrelson instruerede Bullet for Adolf (et stykke han skrev sammen med Frankie Hyman) på det berømte Hart House Theatre i Toronto, Ontario, som kørte fra 21. april til 7. maj 2011. Bullet for Adolf åbnede Off-Broadway (New World Stages) med forpremierer den 19. juli 2012 og sluttede den 30. september, 2012, og aflyste dermed den annoncerede forlængede spille frem til 21. oktober. Stykket modtog dårlige anmeldelser fra anmeldere i New York.

## Privatliv
I 1985 giftede Harrelson sig med Nancy Simon i Tijuana, Mexico. Giftemålet var ikke alvorligt ment, og parret havde planlagt at lade sig skille den følgende dag, men da rådhuset den følgende dag havde lukket, forblev de gift i yderligere 10 måneder. I 1987 mødte Harrelson Laura Louie, der arbejdede som Harrelsons personlige assistent. I 2008 giftede han sig med Laura Louie, der i øvrigt er medskaber af det økologiske cateringsservice Yoganics. Parret bor i Maui, Hawaii og har tre døtre, Deni Montana Harrelson (født 1993), Zoe Giordana Harrelson (født 1996) og Makani Ravello Harrelson (født 2006).
Harrelson blev tildelt en æresdoktorgrad for sit humanitære og filantropiske arbejde, Doctor of Humane Letters (DHL), af Hanover College i 2014.
Harrelson er stor fan af skak. I november 2018 deltog han i det første sæt ved verdensmesterskaberne i London, hvor kampen stod mellem den norske mester Magnus Carlsen og den amerikanske landsmand Fabiano Caruana. Harrelson trak det traditionelle første træk i spillet. Han trak også det første træk ved det forrige verdensmesterskab, der blev afholdt i New York i 2016.
I 2020 blev Harrelson set udøve brasiliansk jiu-jitsu under nogle optagelser og havde den første stribe i hans hvide bælte.

## Kontroverser og juridiske søgsmål
I 1982 blev Harrelson anholdt for gadeuorden i Columbus, Ohio, efter han var blevet fundet dansende rundt på gaden. Han blev også sigtet for at have modsat sig anholdelse, da han stak af fra politiet. Han undgik fængsling ved at betale bøden.
Den 1. juni 1996 blev Harrelson arresteret i Lee County, Kentucky, efter han symbolsk havde sået fire hamp-frø for provokere statens lov om ikke at skelne mellem industriel hamp og marihuana. Harrelson var ankommet til bydelen sammen med sin advokat, en tidligere guvernør i Kentucky, Louie B. Nunn, en manager og et kamerahold fra CNN. Mens de var på lokalt hotel ringede Harrelson til bydelens sherif, Junior Kilburn, for at fortælle ham om hans hensigter. Kilburn og vicesheriffen Danny Towsend ankom til stedet som Harrelson havde angivet. For rullende kameraer plantede Harrelson hampfrøene. Efter såningen anholdte Kilburn Harrelson for at dyrke marihuana og indsatte ham i bydelens fængsel. Han blev løsladt mod en kaution på $200 senere samme dag. Han underskrev senere autografer og poserede til billeder sammen med betjentene. Han blev frikendt for anklageren med hjælp fra Nunn efter blot 25 minutter. Optagelserne blev vist i Michael P. Hennings dokumentariske film Hempsters: Plant the Seed fra 2010.
I 2002 blev Harrelson anholdt i London efter en hændelse i en taxa, som var endt i politijagt. Harrelson blev taget med på en politistation i London og blev senere løsladt mod kaution. Sagen blev henlagt efter Harrelson betalte den involverede taxachauffør $844. Hændelsen blev inspiration til Harrelsons live-streamede film Lost in London fra 2017.
I 2008 lagde TMZ-fotografen Josh Levine sag an mod Harrelson for et påstået angreb uden for en natklub i Hollywood i 2006. En video af hændelsen viser tilsyneladende Harrelson gribe fat i kameraet og kaste det mod fotografen. Anklagerne i Los Angeles nægtede at lægge sag an mod skuespilleren, men Levine ansøgte om skadeserstatning på $2,5 million. Sagen blev henlagt i april 2010.
I april 2020, under COVID-19-pandemien, modtog Harrelson kritik for offentligt at have delt en rapport, der skulle diskutere de "negative effekter ved 5G" og dets formodede rolle i pandemien. Rapporten hævdede, at "5G-stråling" forværrer pandemien og gør sygdommen mere dødelig. Harrelson skrev på Instagram, "Jeg har ikke undersøgt det fuldt ud[;] Men jeg synes det er meget interessant."

## Aktivisme

### Medicinreform
Harrelson er en entusiast og tilhænger af legaliseringen af marihuana og hamp. Han var gæst på Ziggy Marleys sang "Wild and Free", en sang der taler for dyrkningen af cannabis. Siden 2003 har Harrelson været medlem af NORML's rådgivende bestyrelse.

### Miljø
Harrelson har deltaget i flere events til fordel for miljøet, såsom PICNIC'07-festivalen, der blev afholdt i Amsterdam i september 2007. PICNIC beskriver den årlige festival med at det er "tre intensive dage [hvor] vi blander kreativitet, videnskab, teknologi, medier og forretning til at udforske nye løsninger i samskabelsens ånd". Han indhyllede engang Golden Gate Bridge sammen med medlemmer af nordkystens Earth First! -gruppe med et banner med ordene, "Hurwitz, er de ældgamle redwoods ikke mere værd end guld?" som en protest mod Maxxam Inc.'s direktør Charles Hurwitz, som engang har sagt "Ham der har guldet, laver reglerne."Harrelson drog engang til USA's vestkyst på cykel og en mindre campingvogn, sammen med en bus, der kørte på hampolie-biodiesel i samarbejde med Spitfire Agency (som var emnet for independent dokumentaren Go Further) og havde fortællerrollen i dokumentaren Grass i 1999. Han ejede kortvarigt sin egen "oxygen bar" i West Hollywood med navnet "O2". 
Harrelson har offentligt udtalt sig som USA's invasion af Irak i 2003, samt tidligere protesteret mod Golfkrigen, både ved UCLA samt under en college-koncert turne i Iowa og Nebraska i 1991 under "Woody Harrelson Educational Tours". I oktober 2009 modtog han en æresgrad af York University for hans bidrag til miljøundervisning, bæredygtighed og aktivisme.

### Veganisme
Harrelson følger en "raw vegansk" diæt. Han spiser hverken kød eller mælkeprodukter, og ej heller sukker eller mel. I Zombieland spiller han karakteren Tallehassee der elsker småkagen Twinkies, hvor disse Twinkies er erstattet med vegansk faux-Twinkies, som var lavet af kornstivelse. Han optrådte på et frimærke i 2011 som en af PETA's 20 berømte vegetarer, og han blev udråbt som PETA's Sexiest Vegetarian i 2012 (sammen med Jessica Chastain).

### UNICEF
I juni 2010 deltog Harrelson i Soccer Aid på Old Trafford-station i Manchester for at indsamle penge til UNICEF. Han spillede på "Rest of the World"-holdet sammen med de tidligere professionelle fodboldspillere Zinedine Zidane og Luís Figo, samt chefkokken Gordon Ramsay og Hollywood-kollegerne Mike Myers og Michael Sheen. Harrelson var på banen i kampens sidste 15 minutter og scorede det afgørende mål i straffesparkskonkurrencen efter et kampresultat på 2-2 i den almindelige spilletid. Han var også på banen i samme turnering i 2012, hvor han spillede de sidste 10 minutters kamp, igen på "Rest of the World"-holdet, hvor de dog tabte 3–1 til England.

### Politik
Harrelson identificere sig selv som anarkist. I en samtale med Howard Zinn bekendtgjorde Harrelson, at han ser Zinn som en af hans personlige helte. I 2002 skrev Harrelson en artikel til den britiske avis The Guardian, hvor han fordømte præsident George W. Bushs forberedelser til den amerikanske invasion af Irak med ordene "racistisk og imperialistisk krig". Han skrev også, at han var imod den tidligere amerikanske krig i i Irak og præsident Bill Clintons efterfølgende sanktioner mod Irak. I 2013 fordømte Harrelson præsident Barack Obama, fordi han ikke lykkedes med at få de amerikanske tropper ud af Afghanistan, og sammenlignede ham negativt med Richard Nixon.

### Religion
Harrelson fortalte Playboy i oktober 2009, "Jeg var på vej ind i teologien og læste også tekster om Biblens første rødder, men så indså jeg den menneskeskabte natur i den. Jeg begyndte at indse ting, som fik mig til at spørge, 'Taler Gud virkelig gennem dette redskab?' Mine øjne blev åbnet til at se, at Biblen blot er et dokument, der skal styre folk. På det her tidspunkt var jeg virkelig en mors dreng og dybt betaget af kirken."
I et interview i maj 2018 med Jimmy Kimmel bragte Harrelson selv teologilæsning og det at han havde overvejet at blive præst. Han forklarede, at han fik øjnene op for den desillusion kirken havde været for ham i college: "Jeg begyndte at hvor menneskeskabt Biblen er og det fik mig til at sige, 'Jeg kunne sætte hele det her på pause for en stund... Lad mig bare sætte hele den her tankegang på pause, så jeg kan have mine 20'ere og 30'ere i fuld hedonisme.'" Han har udtalt, at han har en tro på Gud, som han har fået efter at have læst Autobiography of a Yogi af Paramahansa Yogananda, som han beskriver som en "integritetens mand".

## Priser og nomineringer
| År   | Arbejde                                   | Pris | Resultat  |
| ---- | ----------------------------------------- | --- | --------- |
| 1987 | Cheers                                    | American Comedy Award for Funniest Newcomer - Male or Female                                              | Vundet    |
| 1987 | Cheers                                    | Primetime Emmy Award for Outstanding Supporting Actor in a Comedy Series                                  | Nomineret |
| 1988 | Cheers                                    | Primetime Emmy Award for Outstanding Supporting Actor in a Comedy Series                                  | Nomineret |
| 1989 | Cheers                                    | Primetime Emmy Award for Outstanding Supporting Actor in a Comedy Series                                  | Vundet    |
| 1990 | Cheers                                    | American Comedy Award for Funniest Supporting Male Performer in a TV Series                               | Nomineret |
| 1990 | Cheers                                    | Primetime Emmy Award for Outstanding Supporting Actor in a Comedy Series                                  | Nomineret |
| 1991 | Cheers                                    | Primetime Emmy Award for Outstanding Supporting Actor in a Comedy Series                                  | Nomineret |
| 1992 | White Men Can't Jump                      | MTV Movie Award for Best Kiss (delt med Rosie Perez)                                                      | Nomineret |
| 1992 | White Men Can't Jump                      | MTV Movie Award for Best On-Screen Duo (delt med Wesley Snipes)                                           | Nomineret |
| 1993 | Indecent Proposal                         | MTV Movie Award for Best Kiss (delt med Demi Moore)                                                       | Vundet    |
| 1993 | Indecent Proposal                         | Golden Raspberry Award for Worst Supporting Actor                                                         | Vundet    |
| 1994 | Natural Born Killers                      | MTV Movie Award for Best Kiss (delt med Juliette Lewis)                                                   | Nomineret |
| 1994 | Natural Born Killers                      | MTV Movie Award for Best On-Screen Duo (delt med Juliette Lewis)                                          | Nomineret |
| 1996 | The People vs. Larry Flynt                | Academy Award for Best Actor                                                                              | Nomineret |
| 1996 | The People vs. Larry Flynt                | Golden Globe Award for Best Actor – Motion Picture Drama                                                  | Nomineret |
| 1996 | The People vs. Larry Flynt                | Screen Actors Guild Award for Outstanding Performance by a Male Actor in a Leading Role                   | Nomineret |
| 1999 | Frasier                                   | Primetime Emmy Award for Outstanding Guest Actor in a Comedy Series                                       | Nomineret |
| 2006 | A Prairie Home Companion                  | Gotham Independent Film Award for Best Ensemble Cast                                                      | Nomineret |
| 2007 | No Country for Old Men                    | Screen Actors Guild Award for Outstanding Performance by a Cast in a Motion Picture                       | Vundet    |
| 2008 | Transsiberian                             | Saturn Award for Best Supporting Actor                                                                    | Nomineret |
| 2009 | The Messenger                             | Independent Spirit Award for Best Supporting Male                                                         | Vundet    |
| 2009 | The Messenger                             | National Board of Review Award for Best Supporting Actor                                                  | Vundet    |
| 2009 | The Messenger                             | San Diego Film Critics Society Award for Body of Work                                                     | Vundet    |
| 2009 | The Messenger                             | Academy Award for Best Supporting Actor                                                                   | Nomineret |
| 2009 | The Messenger                             | Broadcast Film Critics Association Award for Best Supporting Actor                                        | Nomineret |
| 2009 | The Messenger                             | Chicago Film Critics Association Award for Best Supporting Actor                                          | Nomineret |
| 2009 | The Messenger                             | Detroit Film Critics Society Award for Best Supporting Actor                                              | Nomineret |
| 2009 | The Messenger                             | Golden Globe Award for Best Supporting Actor – Motion Picture                                             | Nomineret |
| 2009 | The Messenger                             | Houston Film Critics Society Award for Best Supporting Actor                                              | Nomineret |
| 2009 | The Messenger                             | Satellite Award for Best Supporting Actor - Motion Picture                                                | Nomineret |
| 2009 | The Messenger                             | San Diego Film Critics Society Award for Best Supporting Actor                                            | Nomineret |
| 2009 | The Messenger                             | Screen Actors Guild Award for Outstanding Performance by a Male Actor in a Supporting Role                | Nomineret |
| 2009 | The Messenger                             | Washington D.C. Area Film Critics Association for Best Supporting Actor                                   | Vundet    |
| 2009 | Zombieland                                | San Diego Film Critics Society Award for Body of Work                                                     | Vundet    |
| 2009 | Zombieland                                | Scream Award for Best Ensemble                                                                            | Vundet    |
| 2009 | Zombieland                                | Detroit Film Critics Society Award for Best Supporting Actor                                              | Nomineret |
| 2009 | Zombieland                                | Detroit Film Critics Society Award for Best Cast                                                          | Nomineret |
| 2009 | Zombieland                                | Saturn Award for Best Supporting Actor                                                                    | Nomineret |
| 2009 | Zombieland                                | Scream Award for Best Horror Actor                                                                        | Nomineret |
| 2009 | 2012                                      | San Diego Film Critics Society Award for Body of Work                                                     | Vundet    |
| 2011 | Rampart                                   | African American Film Critics Association Award for Best Actor                                            | Vundet    |
| 2011 | Rampart                                   | Independent Spirit Award for Best Male Lead                                                               | Nomineret |
| 2011 | Rampart                                   | Satellite Award for Best Actor in a Motion Picture                                                        | Nomineret |
| 2012 | Game Change                               | Critics' Choice Television Award for Best Actor in a Movie/Miniseries                                     | Nomineret |
| 2012 | Game Change                               | Primetime Emmy Award for Outstanding Lead Actor in a Miniseries or a Movie                                | Nomineret |
| 2012 | Game Change                               | Golden Globe Award for Best Actor – Miniseries or Television Film                                         | Nomineret |
| 2012 | Game Change                               | Screen Actors Guild Award for Outstanding Performance by a Male Actor in a Miniseries or Television Movie | Nomineret |
| 2014 | True Detective                            | Primetime Emmy Award for Outstanding Lead Actor in a Drama Series                                         | Nomineret |
| 2015 | True Detective                            | Golden Globe Award for Best Actor – Miniseries or Television Film                                         | Nomineret |
| 2015 | True Detective                            | Satellite Award for Best Actor – Television Series Drama                                                  | Nomineret |
| 2015 | True Detective                            | Screen Actors Guild Award for Outstanding Performance by a Male Actor in a Drama Series                   | Nomineret |
| 2018 | Three Billboards Outside Ebbing, Missouri | Academy Award for Best Supporting Actor                                                                   | Nomineret |
| 2018 | Three Billboards Outside Ebbing, Missouri | BAFTA Award for Best Actor in a Supporting Role                                                           | Nomineret |
| 2018 | Three Billboards Outside Ebbing, Missouri | Screen Actors Guild Award for Outstanding Performance by a Male Actor in a Supporting Role                | Nomineret |
| 2018 | Three Billboards Outside Ebbing, Missouri | Screen Actors Guild Award for Outstanding Performance by a Cast in a Motion Picture                       | Vundet    |